# 甲锡烷
甲锡烷（SnH4）是锡的氢化物。它可以由氢化铝锂还原四氯化锡制得。 甲锡烷在室温下缓慢分解产生锡和氢气，与空气接触会起火。
甲锡烷的衍生物都是剧毒的化合物。甲锡烷可以看作甲烷的类似物。